# Saint-Laurent (Creuse)
Pour les articles homonymes, voir Saint-Laurent.
Saint-Laurent est une commune française située dans le département de la Creuse, en région Nouvelle-Aquitaine.

## Géographie

### Généralités

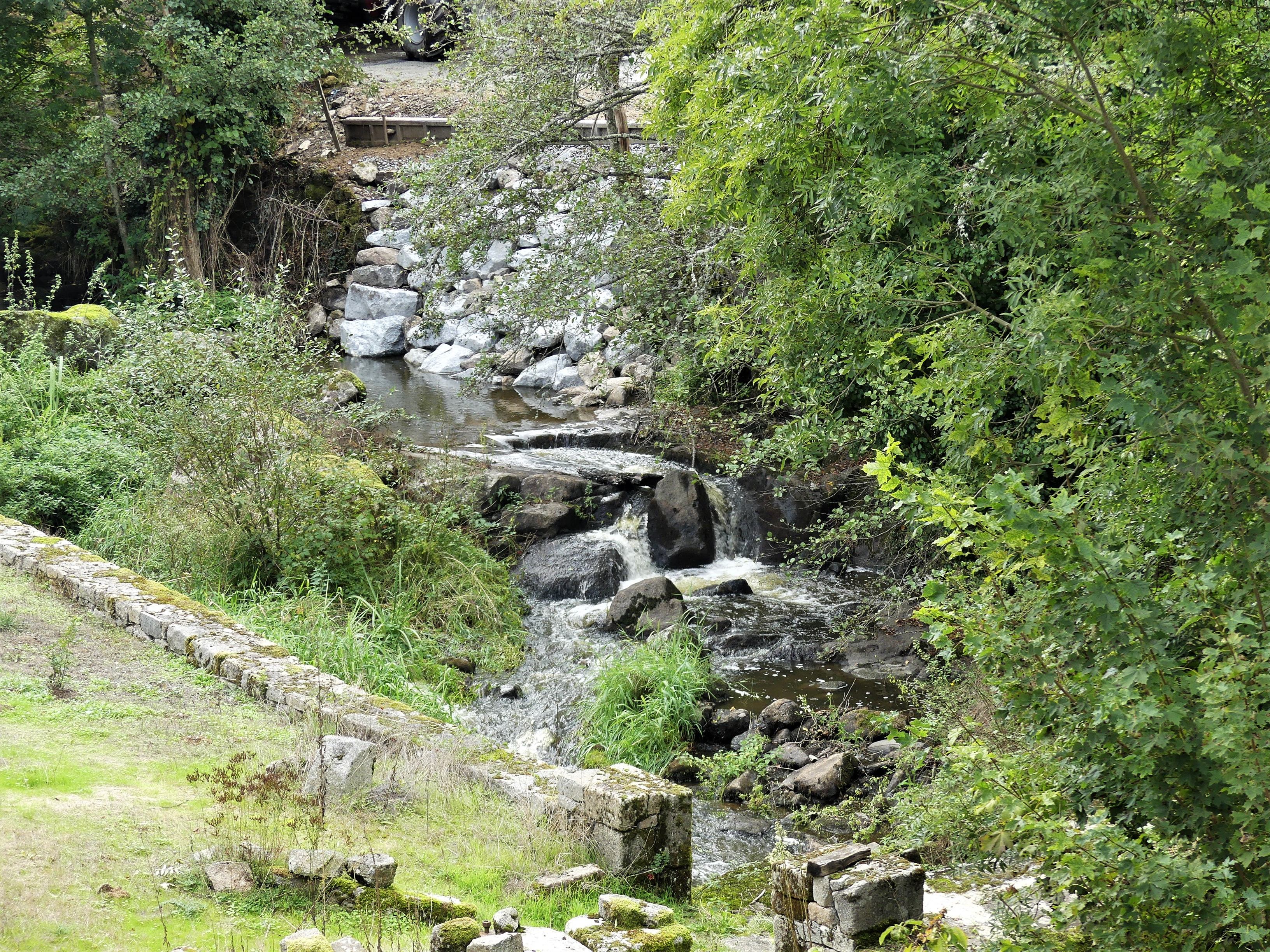
Le ruisseau de Cherpont au lieu-dit Bordessoule.

Dans la moitié nord du département de la Creuse, la commune de Saint-Laurent s'étend sur 12,93 km2. Elle est bordée au nord et à l'est sur huit kilomètres par la Creuse et est arrosée par un de ses affluents, le Cherpont (ou ruisseau de Cherpont).
L'altitude minimale avec 310 mètres se trouve localisée à l'extrême nord, là où la Creuse quitte le territoire communal et sert de limite entre celles d'Ajain et de Sainte-Feyre. L'altitude maximale avec 469 ou 470 mètres est située au sud, près du lieu-dit l'Assiette.
À l'intersection des routes départementales (RD) 3 et 4, le bourg de Saint-Laurent est situé, en distances orthodromiques, sept kilomètres à l'est du centre-ville de Guéret, la préfecture.
Le territoire communal est également desservi au sud-est par la RD 18. Les principales voies d'accès routières sont au nord-ouest la route nationale 145 (axe Guéret-Montluçon) par l'échangeur no 47 Guéret-Est, et au sud la RD 942 (axe Guéret-Aubusson) depuis les communes de Sainte-Feyre et La Saunière.
À l'extrême sud de la commune passe la ligne ferroviaire de Montluçon à Saint-Sulpice-Laurière dont les gares les plus proches sont celles de Guéret au nord-ouest et de Busseau-sur-Creuse au sud-est.
L'aérodrome de Guéret - Saint-Laurent est situé dans le nord du territoire communal.

### Communes limitrophes

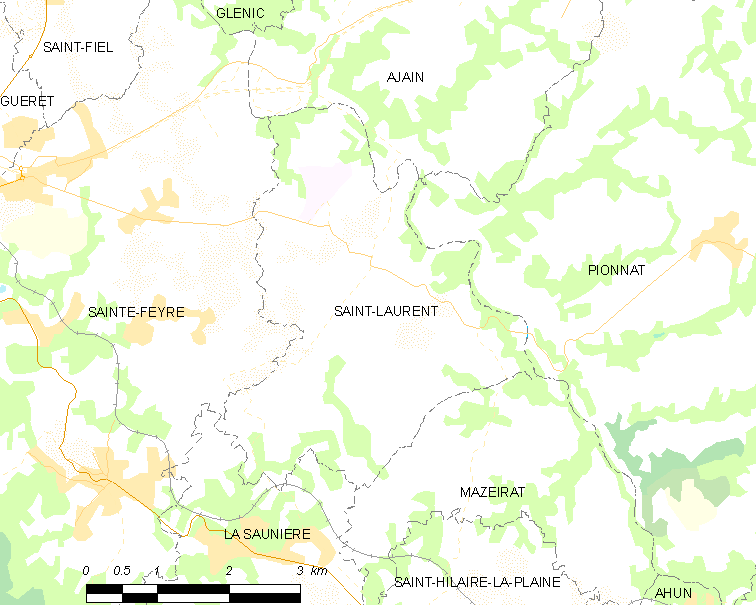
Carte de Saint-Laurent et des communes avoisinantes.

Saint-Laurent est limitrophe de cinq autres communes.
|              | Ajain         |          |
| Sainte-Feyre | Saint-Laurent | Pionnat  |
| La Saunière  |               | Mazeirat |

### Climat
Pour des articles plus généraux, voir Climat de la Nouvelle-Aquitaine et Climat de la Creuse.
En 2010, le climat de la commune est de type climat océanique dégradé des plaines du Centre et du Nord, selon une étude s'appuyant sur une série de données couvrant la période 1971-2000. En 2020, Météo-France publie une typologie des climats de la France métropolitaine dans laquelle la commune est exposée à un climat de montagne ou de marges de montagne et est dans la région climatique  Ouest et nord-ouest du Massif Central, caractérisée par une pluviométrie annuelle de 900 à 1 500 mm, maximale en automne et en hiver.
Pour la période 1971-2000, la température annuelle moyenne est de 10,6 °C, avec  une amplitude thermique annuelle de 15 °C. Le cumul annuel moyen de précipitations est de 985 mm, avec 12,5 jours de précipitations en janvier et 8,1 jours en juillet. Pour la période 1991-2020, la température moyenne annuelle observée sur la station météorologique la plus proche, située sur la commune de Guéret à 7 km à vol d'oiseau, est de 11,3 °C et le cumul annuel moyen de précipitations est de 1 103,0 mm. Pour l'avenir, les paramètres climatiques de la commune estimés pour 2050 selon différents scénarios d’émission de gaz à effet de serre sont consultables sur un site dédié publié par Météo-France en novembre 2022.

## Urbanisme

### Typologie
Au 1er janvier 2024, Saint-Laurent est catégorisée commune rurale à habitat dispersé, selon la nouvelle grille communale de densité à 7 niveaux définie par l'Insee en 2022.
Elle est située hors unité urbaine. Par ailleurs la commune fait partie de l'aire d'attraction de Guéret, dont elle est une commune de la couronne,. Cette aire, qui regroupe 72 communes, est catégorisée dans les aires de moins de 50 000 habitants,.

### Occupation des sols
L'occupation des sols de la commune, telle qu'elle ressort de la base de données européenne d’occupation biophysique des sols Corine Land Cover (CLC), est marquée par l'importance des territoires agricoles (78,7 % en 2018), en diminution par rapport à 1990 (80,6 %). La répartition détaillée en 2018 est la suivante : 
zones agricoles hétérogènes (45,3 %), prairies (33,4 %), forêts (16,8 %), espaces verts artificialisés, non agricoles (2,6 %), zones urbanisées (1,9 %). L'évolution de l’occupation des sols de la commune et de ses infrastructures peut être observée sur les différentes représentations cartographiques du territoire : la carte de Cassini (XVIIIe siècle), la carte d'état-major (1820-1866) et les cartes ou photos aériennes de l'IGN pour la période actuelle (1950 à aujourd'hui).

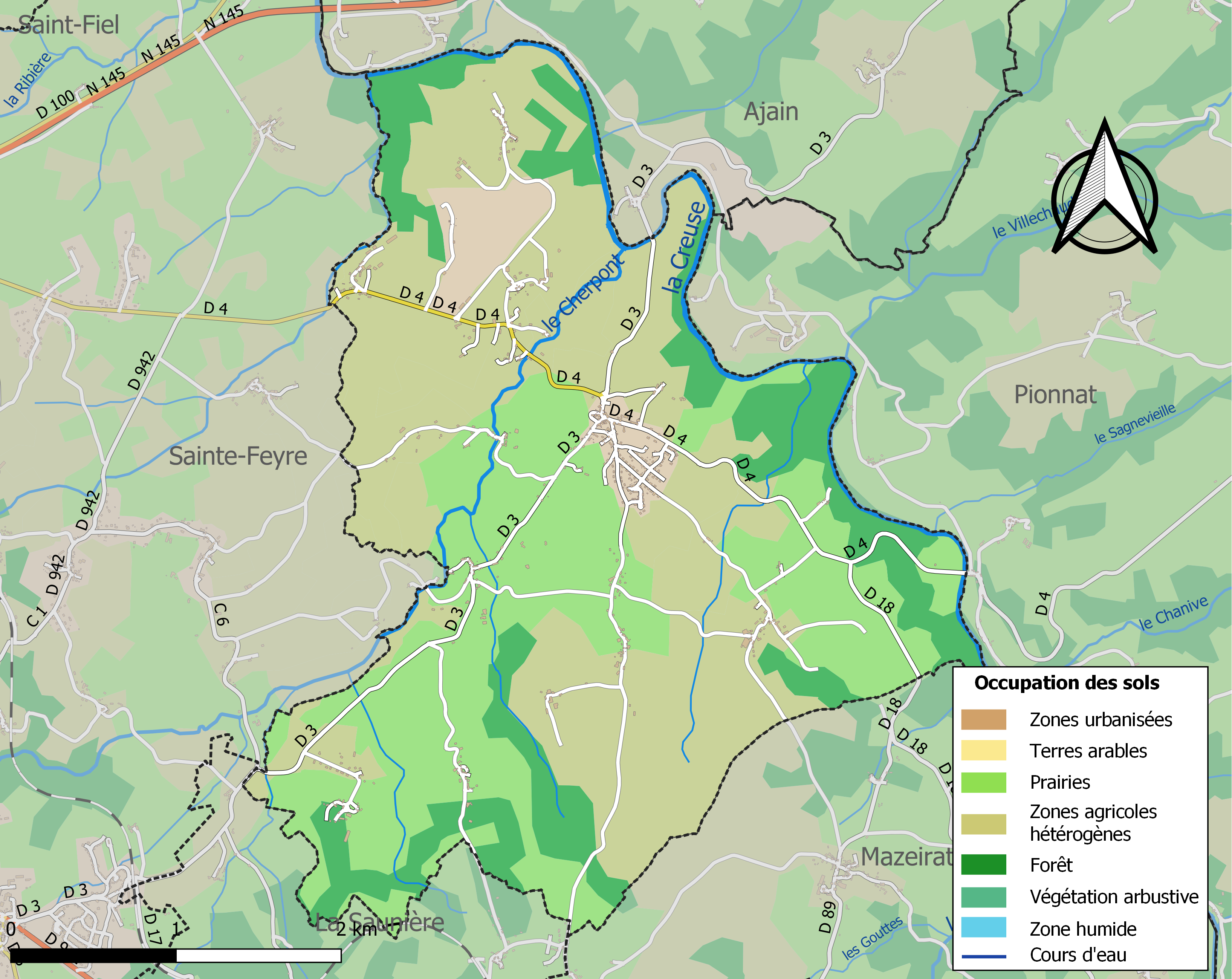
Carte des infrastructures et de l'occupation des sols de la commune en 2018 (CLC).

### Transport routier
- Réseau TransCreuse

### Risques majeurs
Le territoire de la commune de Saint-Laurent est vulnérable à différents aléas naturels : météorologiques (tempête, orage, neige, grand froid, canicule ou sécheresse), inondations et séisme (sismicité faible). Il est également exposé à un risque technologique, la rupture d'un barrage, et à un risque particulier : le risque de radon. Un site publié par le BRGM permet d'évaluer simplement et rapidement les risques d'un bien localisé soit par son adresse soit par le numéro de sa parcelle.

#### Risques naturels
Certaines parties du territoire communal sont susceptibles d’être affectées par le risque d’inondation par débordement de cours d'eau, notamment la Creuse et le Cherpont. La commune a été reconnue en état de catastrophe naturelle au titre des dommages causés par les inondations et coulées de boue survenues en 1982 et 1999,.

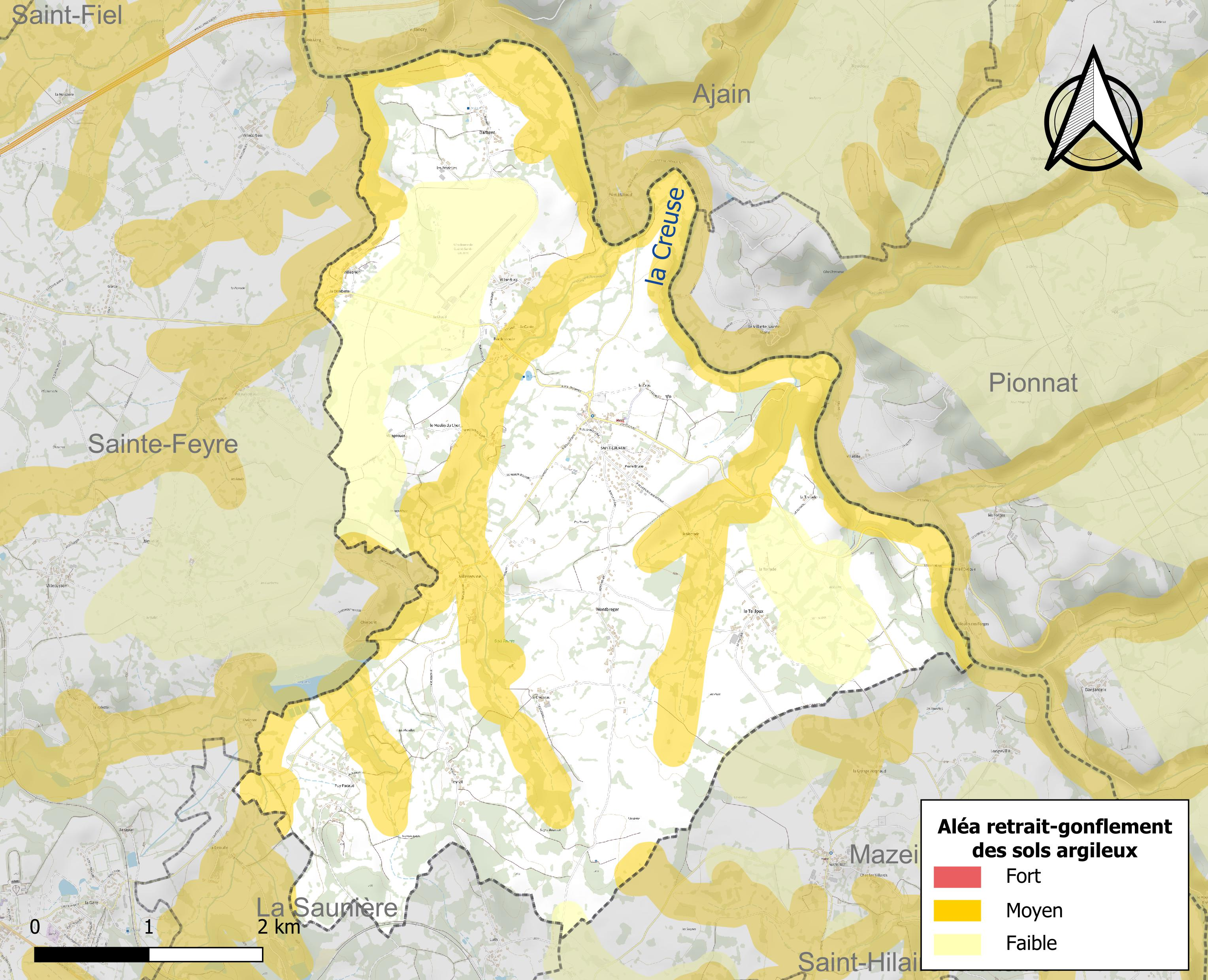
Carte des zones d'aléa retrait-gonflement des sols argileux de Saint-Laurent.

Le retrait-gonflement des sols argileux est susceptible d'engendrer des dommages importants aux bâtiments en cas d’alternance de périodes de sécheresse et de pluie. 29,1 % de la superficie communale est en aléa moyen ou fort (33,6 % au niveau départemental et 48,5 % au niveau national). Sur les 330 bâtiments dénombrés sur la commune en 2019, 54 sont en aléa moyen ou fort, soit 16 %, à comparer aux 25 % au niveau départemental et 54 % au niveau national. Une cartographie de l'exposition du territoire national au retrait gonflement des sols argileux est disponible sur le site du BRGM,.
Par ailleurs, afin de mieux appréhender le risque d’affaissement de terrain, l'inventaire national des cavités souterraines permet de localiser celles situées sur la commune.
Concernant les mouvements de terrains, la commune a été reconnue en état de catastrophe naturelle au titre des dommages causés par des mouvements de terrain en 1999.

#### Risques technologiques
La commune est en outre située en aval du  barrage de Confolent, un ouvrage sur la Creuse de classe A soumis à PPI, disposant d'une retenue de 4,7 millions de mètres cubes. À ce titre elle est susceptible d’être touchée par l’onde de submersion consécutive à la rupture de cet ouvrage.

#### Risque particulier
Dans plusieurs parties du territoire national, le radon, accumulé dans certains logements ou autres locaux, peut constituer une source significative d’exposition de la population aux rayonnements ionisants. Certaines communes du département sont concernées par le risque radon à un niveau plus ou moins élevé. Selon la classification de 2018, la commune de Saint-Laurent est classée en zone 3, à savoir zone à potentiel radon significatif.

## Histoire
Cette commune a été appelée quelquefois Saint-Laurens-des-Eaux ou de la Chapelle[réf. nécessaire], et faisait partie de l'ancien archiprêtré d'Anzême[réf. nécessaire]. Au XIIe siècle, Saint-Laurent apparaît sous le nom latin Sancti-Laurencii puis pendant la Révolution, elle s'appela « la Chaleur » ou « Laurent-sur-Creuse »[réf. nécessaire]. Une voie antique reliant Ahun à Aigurande traverse la commune[réf. nécessaire].

## Politique et administration

### Intercommunalité
Saint-Laurent fait partie de la communauté d'agglomération du Grand Guéret.

### Liste des maires

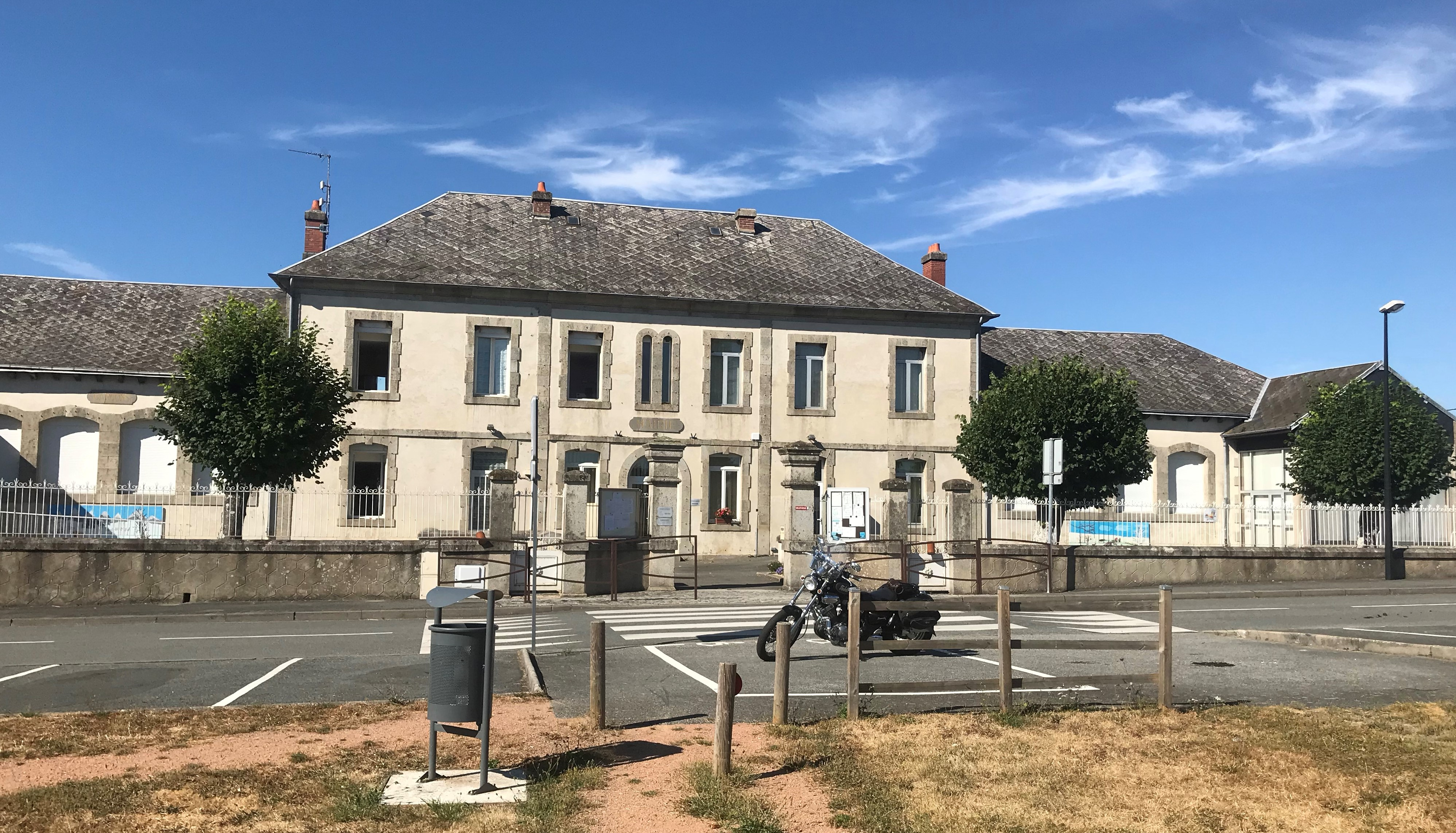
Le bâtiment de la mairie-école en 2020.

| Période                                  | Période  | Identité       | Étiquette | Qualité               |
| ---------------------------------------- | -------- | -------------- | --------- | --------------------- |
| Les données manquantes sont à compléter. |          |                |           |                       |
|                                          |          |                |           |                       |
| mars 2001 (réélu en mai 2020)            | En cours | Alain Clédière | DVG       | Professeur des écoles |

## Population et société

### Démographie
L'évolution du nombre d'habitants est connue à travers les recensements de la population effectués dans la commune depuis 1793. Pour les communes de moins de 10 000 habitants, une enquête de recensement portant sur toute la population est réalisée tous les cinq ans, les populations de référence des années intermédiaires étant quant à elles estimées par interpolation ou extrapolation. Pour la commune, le premier recensement exhaustif entrant dans le cadre du nouveau dispositif a été réalisé en 2007.

En 2022, la commune comptait 678 habitants, en évolution de −1,6 % par rapport à 2016 (Creuse : −3,32 %, France hors Mayotte : +2,11 %).
| 1793 | 1800 | 1806 | 1821 | 1831 | 1836 | 1841 | 1846 | 1851 |
| ---- | ---- | ---- | ---- | ---- | ---- | ---- | ---- | ---- |
| 550  | 518  | 526  | 593  | 629  | 653  | 674  | 700  | 726  |

| 1856 | 1861 | 1866 | 1872 | 1876 | 1881 | 1886 | 1891 | 1896 |
| ---- | ---- | ---- | ---- | ---- | ---- | ---- | ---- | ---- |
| 682  | 686  | 663  | 681  | 651  | 644  | 613  | 639  | 661  |

| 1901 | 1906 | 1911 | 1921 | 1926 | 1931 | 1936 | 1946 | 1954 |
| ---- | ---- | ---- | ---- | ---- | ---- | ---- | ---- | ---- |
| 636  | 639  | 640  | 556  | 536  | 530  | 526  | 497  | 410  |

| 1962 | 1968 | 1975 | 1982 | 1990 | 1999 | 2006 | 2007 | 2012 |
| ---- | ---- | ---- | ---- | ---- | ---- | ---- | ---- | ---- |
| 426  | 462  | 425  | 493  | 478  | 539  | 614  | 626  | 668  |

| 2017 | 2022 | - | - | - | - | - | - | - |
| ---- | ---- | - | - | - | - | - | - | - |
| 691  | 678  | - | - | - | - | - | - | - |

Saint-Laurent a une population jeune. Seulement 22 % des actifs travaillent dans la commune, car en grande majorité, ils exercent leurs professions au chef-lieu.

### Manifestations culturelles et festivités
La commune fait partie de l'« Association des Saint-Laurent de France ».
Organisée par l'Association FRJEP, la manifestation « les Vieilles roues en fête » se déroule tous les ans début août, lors du week-end de la Saint-Laurent.
Elle propose une exposition de matériels agricoles anciens avec une démonstration de vieux métiers, comme le battage et le sciage avec comme force motrice les moteurs de tracteurs et les transmissions par courroies. La machine à fabriquer les cordes manuellement est à voir, comme le défilé de voitures anciennes et des tracteurs du début de siècle dernier. Un vide-greniers et une foire à la brocante sont également de la partie, dans une ambiance musicale dispensée par la fanfare locale.
Chaque année, cette même association organise un rallye afin de découvrir les lieux touristiques du département de la Creuse. Cet événement se déroule en général fin mai-début juin.

## Culture locale et patrimoine

### Lieux et monuments
- Le château de Cros (ou du Cros).
- L'église Saint-Laurent[25].

## Photothèque

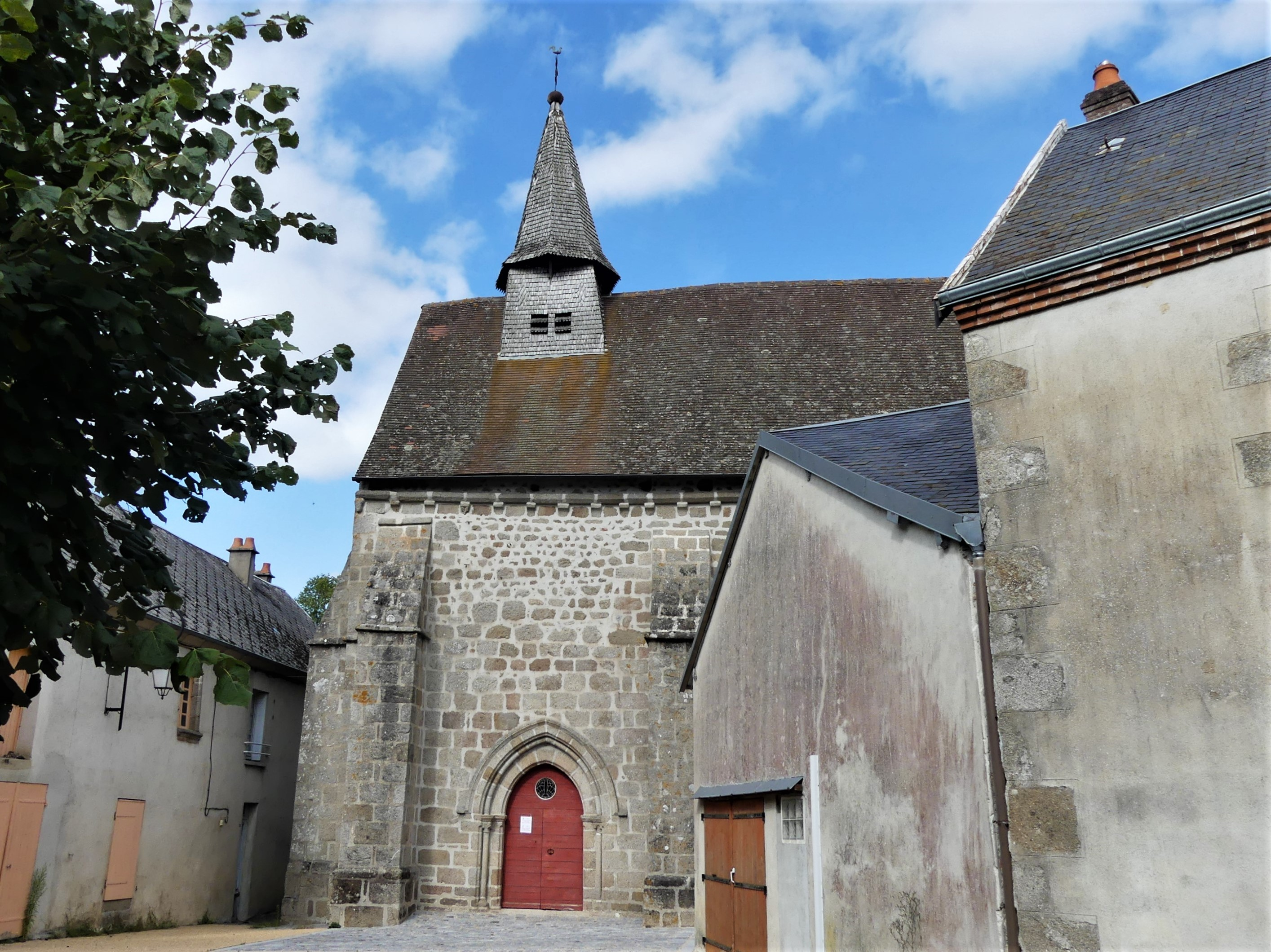
La façade occidentale de l'église Saint-Laurent.
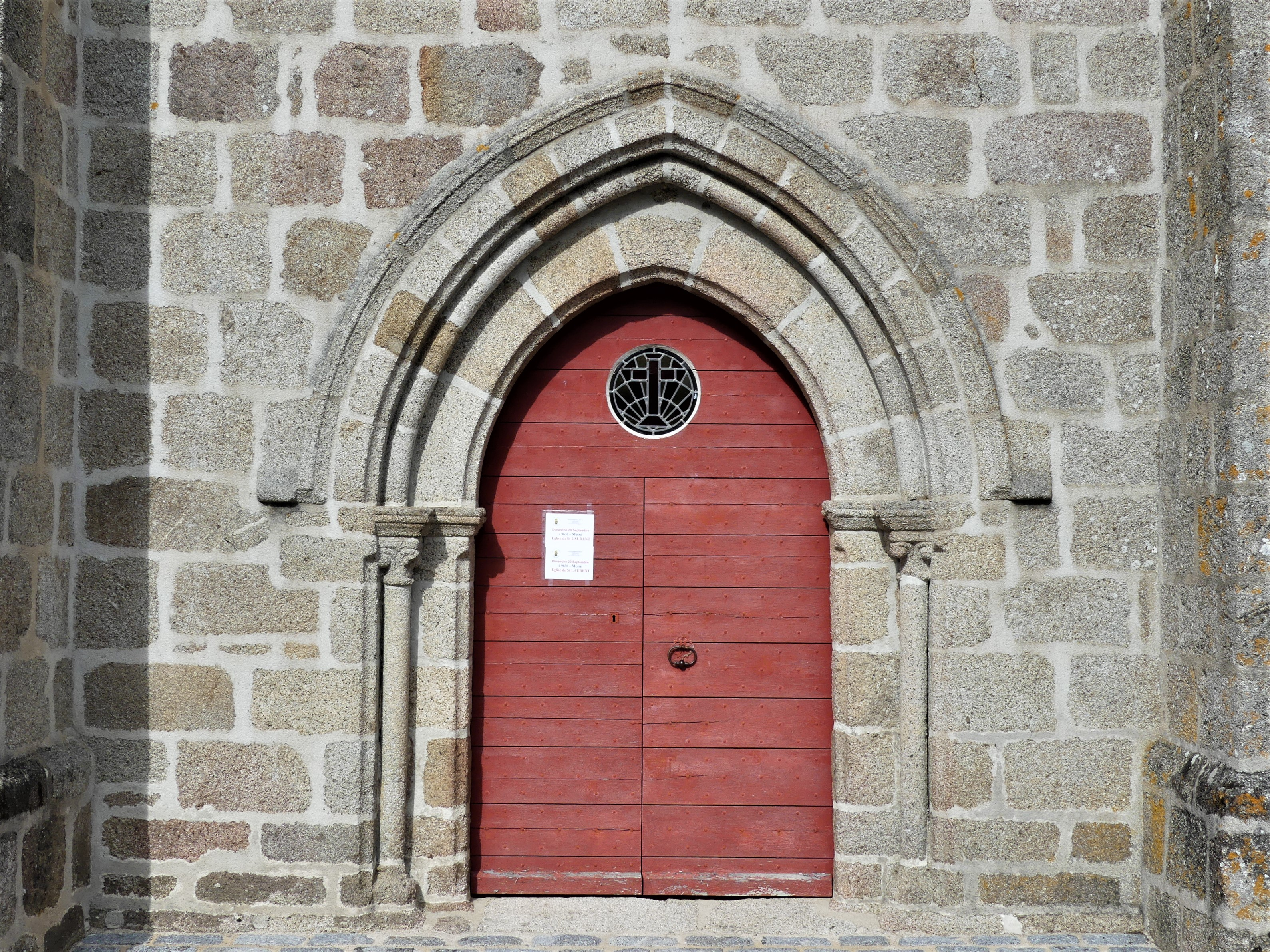
Son portail.
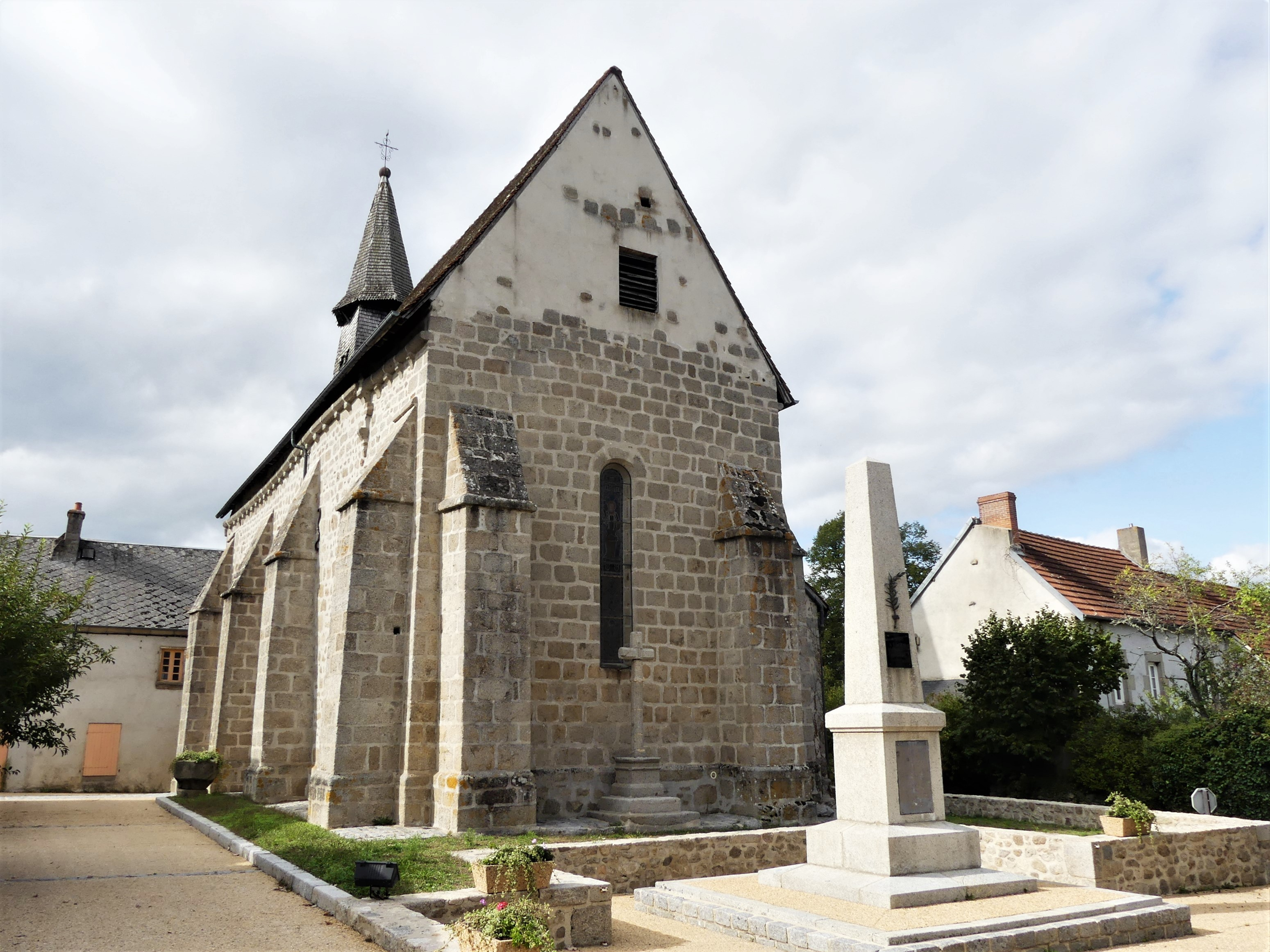
L'église et le monument aux morts.
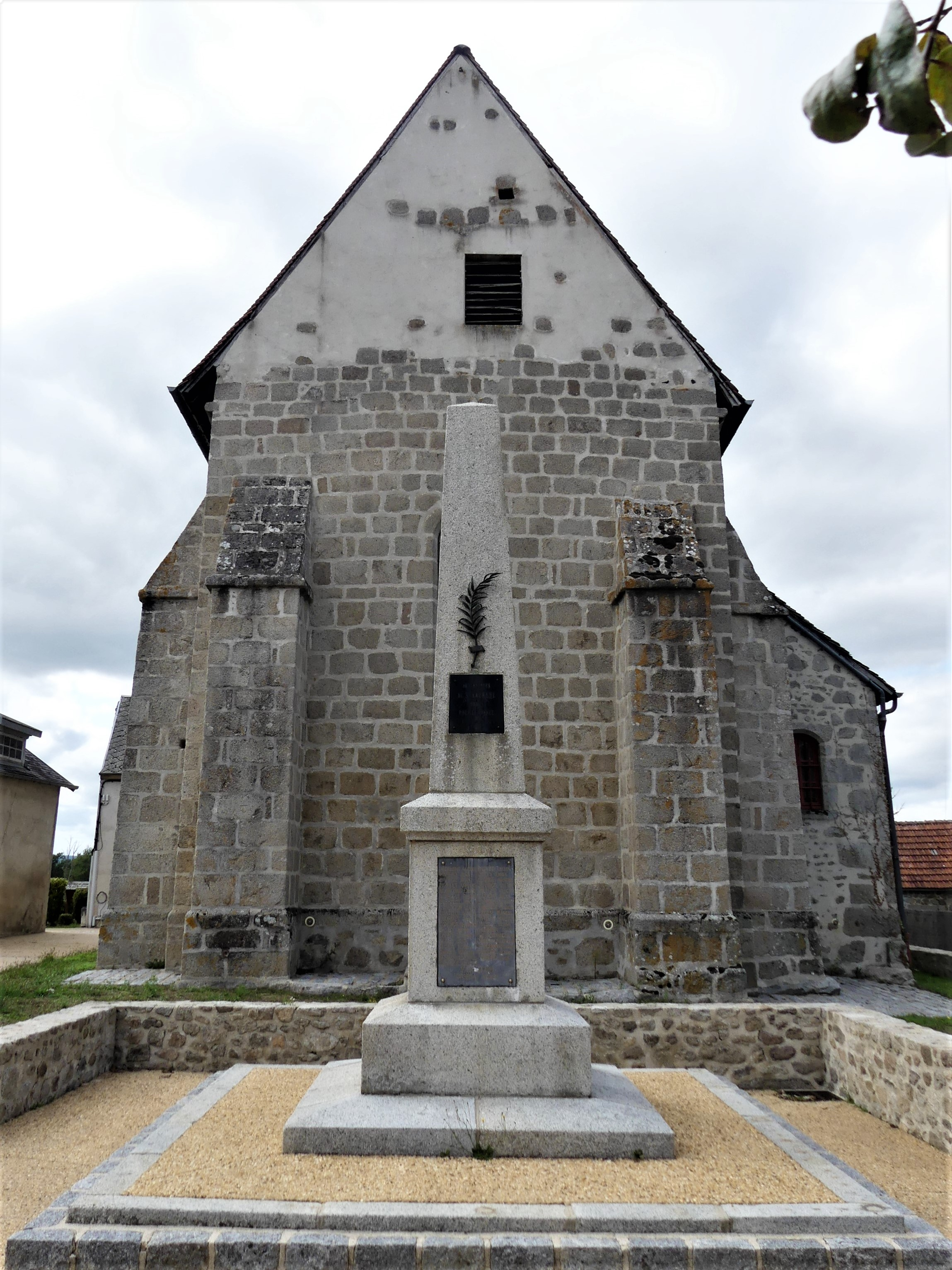
Le  monument aux morts.
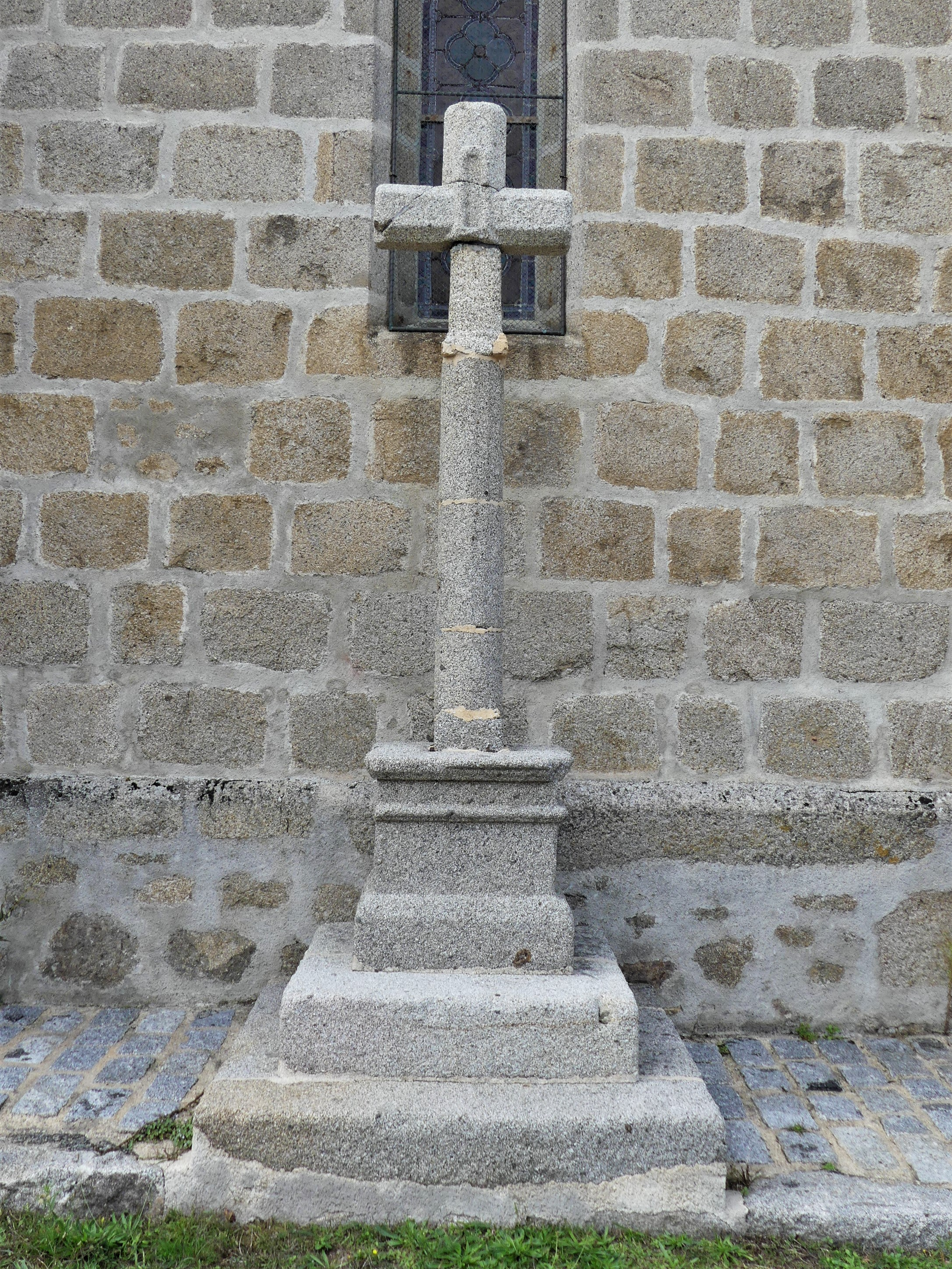
Croix au chevet de l'église.